# Eupithecia parcirufa
Eupithecia parcirufa là một loài bướm đêm trong họ Geometridae.